# Escudo de Vilasar de Mar

Representación del escudo de armas municipal de Vilasar de Mar.

El escudo de armas de Vilasar de Mar es un símbolo del municipio español de Vilasar de Mar (oficialmente Vilassar de Mar) y se describe, según la terminología precisa de la heráldica, por el siguiente blasón:

«Escudo embaldosado partido: 1º de plata, 3 torres abiertas de gules sobre una campaña de azur con una barca de vela latina de plata; 2º de oro, 4 palos de gules. Al timbre, una corona mural de villa.»

## Diseño
La composición está formada sobre un fondo en forma de cuadrado apoyado sobre una de sus aristas (escudo de ciudad o embaldosado) según la configuración difundida en Cataluña al haber sido adoptada por la administración en sus especificaciones para el diseño oficial, dividido verticalmente formando dos cuarteles iguales (partido). El primer cuartel, a la vista del ojeador el de la izquierda, es de color gris claro o blanco (argén o plata), con la representación de tres torres rojas (gules) con las puertas y ventanas del mismo color que el fondo (abiertas). Las tres torres están encima de una campaña de color azul (azur). La campaña es el tercio del ancho situado en la parte inferior, en este caso, es un poco más para poder hacer una representaicón más estética. Dentro de la parte azul, hay una barca dibujada según las especificaciones en color gris claro (plata). El segundo cuartel, el de la derecha desde el punto de vista del ojeador, es de color amarillo vivo (oro) con cuatro franjas verticales iguales de color rojo vivo (gules), que es la Señal Real. 
El escudo está acompañado en la parte superior de un timbre en forma de corona mural, que es la adoptada por la Generalidad de Cataluña para timbrar genéricamente a los escudos de los municipios. En este caso, se trata de una corona mural de villa, que básicamente es un lienzo de muralla amarillo (oro) con puertas y ventanas en negro (cerrado de sable), con ocho torres almenadas, cinco de ellas vistas.

## Historia

Representación del antiguo escudo de armas utilizado desde 1893.

El ayuntamiento acordó el 27 de abril de 2006 iniciar un expediente de adopción del escudo heráldico para adecuar el escudo para su inscripción como símbolo en el Registro de las Entidades Locales de Cataluña. Este blasón fue aprobado el 9 de setiembre de 2009 y publicado en el DOGC n.º 5.475 de 1 de octubre del mismo año.
Las tres torres representan las torres de defensa tradicionales de la localidad, la campaña de azur y la barca recuerdan el mar, ya que es un municipio costero. La presencia de la señal real se debe a que el antiguo pueblo de Sant Joan de Vilassar había formado parte del antiguo pueblo de Sant Genís de Vilassar, el cual perteneció a una alcaldía condal-real. Tanto la señal real, como las tres torres con la representación del mar y la barca, ya aparecían en el escudo tradicional usado desde 1893, en el cual también aparecía una montaña, en referencia al Montcabrer, sumada de una pequeña cruz.